# Nikola Đuretić
Nikola Đuretić (Osijek, 24. srpnja 1949.) hrvatski je književnik, urednik, prevoditelj i nakladnik. Bio je dugogodišnji urednik časopisa Prologa. Radio je kao urednik u nakladništvu te novinar i urednik na BBC-u u Londonu.

## Životopis
Rodio se u Osijeku, no već s pet godina odlazi u Zagreb gdje završava školovanje. Na Filozofskom fakultetu diplomira engleski jezik i književnost te komparativnu književnost. Po završetku studija zapošljava se kao urednik u nakladništvu, ali ubrzo odlazi u London gdje radi prvo kao novinar, a potom i urednik na BBC-ju. Za boravka u egzilu, u kojem je proveo više od dva desetljeća, jedan je od osnivača londonskog ogranka Matice hrvatske te glavni pokretač BBC-jevih emisija na hrvatskome jeziku. Bavi se i umjetničkom fotografijom. Na samostalnim i skupnim izložbama izlagao je u Ujedinjenom Kraljevstvu, Republici Irskoj te  u Hrvatskoj. U domovinu se vraća 1999. godine. Član je Matice hrvatske i Društva hrvatskih književnika. Živi i radi u Zagrebu kao samostalni umjetnik.

## Književni rad
Napisao je i objavio nekoliko zbirki pripovijedaka, četiri romana, više zbirki pjesama te nekoliko knjiga ogleda, feljtona i autobiografskih zapisa. Prevodio je najznačajnije engleske i irske suvremene pisce (Salmana Rushdiea, Penelope Lively, Juliana Barnsa, Romesha Gunesekeru, Kazua Ishigura, Beryl Bainbridge, Iana Russella McEwana, Louisa De Bernièresa, Huga Williamsa, Desmonda Egana i druge. Više godina bio je član Povjerenstva DHK za Zagrebačke književne razgovore, a od 2008. do 2011. obnašao je i dužnost predsjednika Povjerenstva.

## Priznanja i nagrade
- Zatsuei (Vrsni haiku), World Haiku Review, UK, 2022.
- Pohvala 8. Susret hrvatskih haiđina, Ivanić-Grad, 2021.
- Pohvala (Honourable Mention), Vancouver Cherry Blossom Festival, 2021.
- The International Sakura Award, Vancouver Cherry Blossom Festival, 2021.
- ITO EN Nagrada za vrsnost (Merit Award), (Japan), 2021.
- Pohvala (Honourable Mention) The 2nd Morioka International Haiku Contest, 2020.
- Priznanje (Commendation) "Polish International Haiku Competition", 2019.
- ITO EN Nagrada za vrsnost (Merit Award), (Japan), 2018.
- Nagrada Josip i Ivan Kozarac za roman "Posljednja predaja", 2017.
- Nagrada HAZU za najviša znanstvena i umjetnička dostignuća u Republici Hrvatskoj u području književnosti, 2016.
- Visoka žuta žita za sveukupni književni opus i trajni doprinos hrvatskoj književnosti, 2016.
- Prva nagrada "Dubravko Horvatić" za prozu, 2015.
- Druga nagrada (Runner up) na međunarodnom natječaju haiku pjesnika "Vladimir Devide", (Japan), 2015.
- Pohvala/Honorable Mention, The 16th HIA Haiku Contest, Japan 2014.
- Priznanje (Commendation) "Polish International Haiku Competition", 2013.
- Nagrada "Duhovno hrašće" za zbirku pjesama Jesenji prozor, 2013.
- Priznanje na međunarodnom natječaju haiku pjesnika "Vladimir Devide", 2013.
- Priznanje (Commendation) na međunarodnom natječaju haiku pjesnika "Sharpening the green pencil" (Rumunjska), 2013.
- Nagrada "Ksaver Šandor Gjalski", 2012.
- Red Danice hrvatske s likom Marka Marulića, 1998., za prinos hrvatskoj kulturi.
- Nagrada "Sedam sekretara SKOJ-a", 1974.
- Prva nagrada "Marko Marulić" na natječaju časopisa "Vidik", 1973., za rukopis zbirke priča Vragolovi.

## Djela
Proza:
- Vragolovi, 1974.
- Vrijeme bijelih dana, 1978.
- Suze Martina Jesenskog, 1997.
- Lovac sjena, 2010.
- Almanah smrti i nestajanja, 2011. (Drugo izdanje 2013.)
- Posljednja predaja, 2016.
- Izabrana djela (1-6), 2019.
- Knjiga opasnih pripovijesti, 2019.
- Nevrijeme, 2020.
- Izabrana djela (7), 2021.

Poezija:
- Kao zvuk otoka, 2006.
- Male smrti ptica, 2008.
- Gdje počinju ceste, 2009.
- Raspuko se nar, 2011.
- Osveta mimoza, 2011.
- Crtež vedrine, 2011.
- Jesenji prozor, 2012.
- Lahor u šašu, 2012.
- Plinska lanterna, 2013.
- Zvuk tišine, 2014.
- Ždral od papira, 2014.
- Odlazak/Oproštaj, 2017.
- Put u jesen, 2018.
- Rijeka u magli, 2020.
- Kad cvjetale su lipe, 2021.
- Tragovi u snijegu, 2022.

Ogledi i feljtoni:
- Kazališni putokazi i krajputaši, 1996.
- Albionske razglednice, 1996.
- Iskreno Vaš... zapisi s Otoka, 2004. (Drugo izdanje 2011.)
- Između dodira - Bilješke za kroniku jednoga egzila, 2005.
- Zavičajni oblog, 2010.
- Nerazumni zapisi, 2013.
- Ka totalnom teatru, 2015.
- Književni pabirci, 2021.